# Forstwirtschaft in British Columbia
Von den frühen Anfängen der Forstwirtschaft in British Columbia bis in die späten 1970er Jahre galt das Hauptinteresse einzig und allein dem Holz. Als die ersten weißen Siedler im Jahr 1794 in British Columbia (B.C.) ankamen, herrschte bereits seit 6.000 Jahren ein Gleichgewicht zwischen den Ureinwohnern und der Natur. Die Siedler fanden ein – ihrer Auffassung nach – unbewohntes Land vor, das reich an natürlichen Ressourcen wie Holz, Fisch und Bodenschätzen war. In den folgenden Jahren geriet diese Ökosystem jedoch zunehmend aus dem Gleichgewicht.

## Holznutzung
Die Fläche von British Columbia umfasst 94,8 Millionen ha. Hiervon entfallen etwa 60 Millionen ha auf bewirtschaftbare Waldgebiete mit 40 % Primärwäldern oder Urwäldern. 95 % dieser Fläche sind Staatswald (Crown Land), nur 4 % des Landes sind in Privatbesitz. Das verbleibende 1 % gehört dem Staat Kanada und umfasst die Nationalpark-Flächen.
Über ein Holznutzungs-System (Tenures) wird geregelt, wer wie viel dieser Ressource nutzen darf. Das Forstministerium hat die Aufgabe, die Holzmengen durch Vergaben von Lizenzen an die Forstindustrie zu bewilligen. Außerdem regelt das Forstministerium die Form der Nutzung und die Art der Bewirtschaftung der Wald-Bestände. Die Lizenzen haben verschiedene Laufzeiten (1 bis 25 Jahre) und werden meistens nach der Hälfte der Laufzeit erneuert. Die Firmen zahlen eine so genannte stumpage fee an die Provinz, eine Stockgebühr für das stehende Holz, das die Firmen ernten. Diese Gebühr berücksichtigt den Wert des jeweiligen Bestandes, der sich aus den Kosten für die Holzernte und dem Wert des Holzes auf dem Markt ergibt. Die Abrechnung erfolgt nach dem tatsächlichen Einschlag in Festmetern (1 fm = 1 m³)(Werkseingangsmaß).
Das gesamte Land ist in ökologische Zonen nach Klima, Boden und Vegetationstypen unterteilt. Die wichtigsten Baumarten und Waldtypen sind Westliche Hemlocktanne (Tsuga heterophylla), Douglasie (Pseudotsuga menziesii var. glauca) und subboreale Nadelwälder (Weiß-Fichte, Felsen-Tanne, Schwarz-Fichte, Küsten-Kiefer). Für die Holzproduktion werden insgesamt 19 Baumarten verwendet. Die Industrie ist per Gesetz verpflichtet, nur einheimische Baumarten zu verwenden. Jedes Jahr werden mehr als 200 Millionen Bäume aus herkunftgesichertem Saatgut gepflanzt.
Die Forstindustrie spielt eine wesentliche Rolle in der Wirtschaft British Columbias. Jedes Jahr werden Holzprodukte im Wert von etwa CAD 14 Milliarden (ca. € 9,3 Mrd.) exportiert. Die wichtigsten Einfuhrländer sind die USA (58 %), gefolgt von Japan (18 %), Europa (12 %) und andere (12 %). Diese Abhängigkeit vom Export ist für British Columbia ein größeres ökonomisches Problem.

## Markt ohne Konkurrenz
Seit der Übernahme von MacMillan Bloedel durch Weyerhaeuser im Jahr 1999 dominiert das Unternehmen den Markt für Holz. Nur wenige Unternehmen konnten bisher geringe Marktanteile gewinnen. Eine Ausnahme stellen Versuche der Ureinwohner dar, eigene Unternehmen zur schonenden Verwertung ihrer Waldbestände zu gründen.
So gründete 2005 MacMillan Bloedel und die an der Westküste von Vancouver Island lebende Gruppe der Nuu-chah-nulth First Nations die Iisaak Natural Resources Ltd. (Iisaak, gespr. Isok, zu deutsch Respekt), eine Gesellschaft zur bestandssichernden Waldwirtschaft im Clayoquot Sound. Diese soll durch Ma-Mook Natural Resources Limited zu 51 % in Nuu-chah-nulth-Händen bleiben.

## Forstschutz

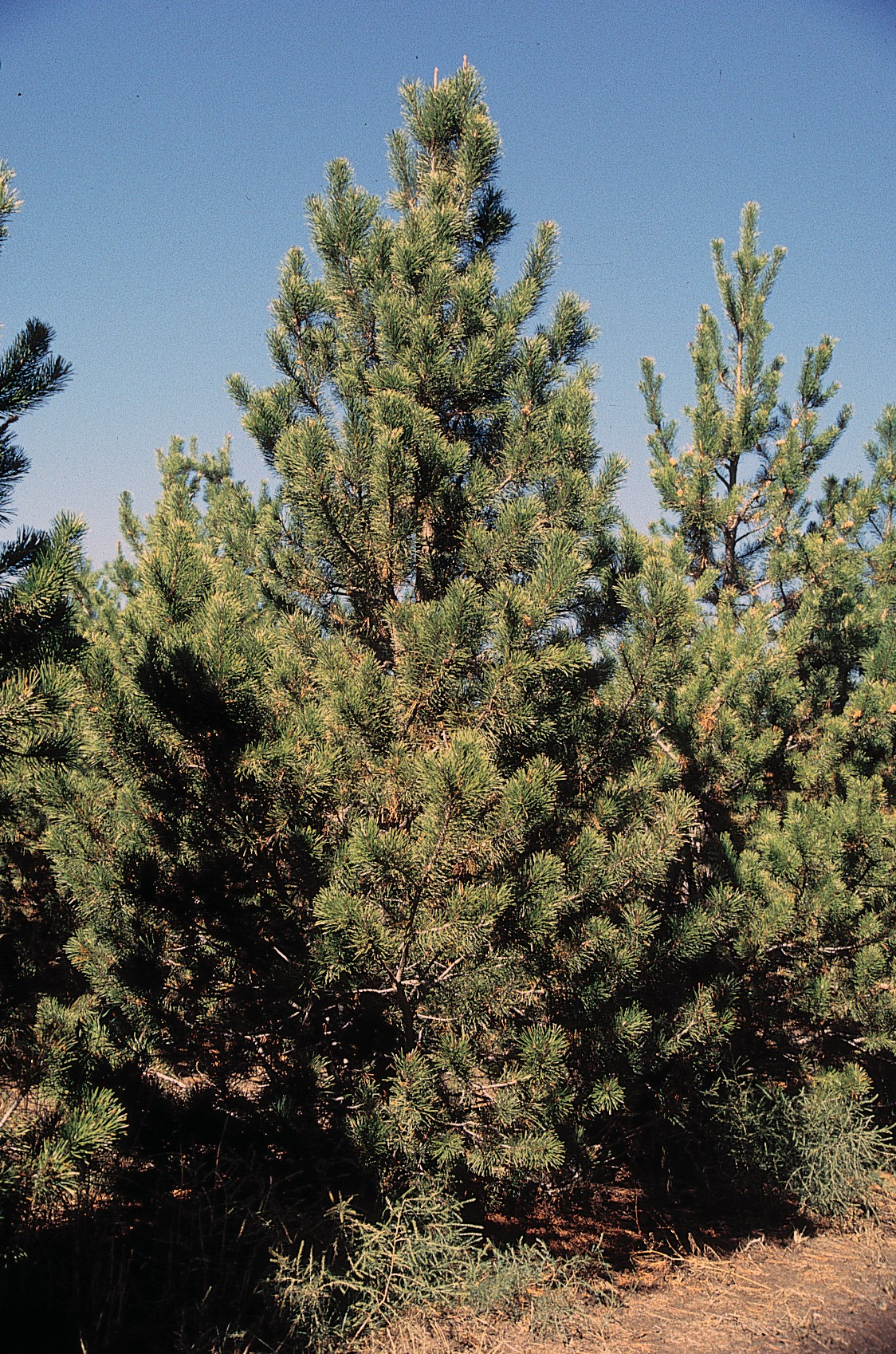
Pinus contorta

Ein zurzeit großes Problem im Forstschutz ist der Mountain Pine Beetle (Dendroctonus ponderosae). Der Borkenkäfer befällt bevorzugt die Lodgepole Pine (Pinus contorta var. latifolia) im Bestandesalter von 140–160 Jahren. Der Befall ist bereits dermaßen ausgeprägt, dass jetzt auch schon jüngere Bäume als die 140-Jährigen Kiefern vom Käfer betroffen sind. Die einzige Kontrollmöglichkeit ist, die frisch infizierten Bäume zu fällen und zu verbrennen und kiefernfreie Zonen zu schaffen. Mittlerweile sind rund 10 Millionen ha Waldfläche befallen. Das entspricht 16 % der gesamten Waldfläche und bedeutet auch, dass bereits 60 % der Kiefern auf dieser Fläche tot sind.

## Waldbrände
In den letzten Jahrzehnten wurden Feuer größtenteils gelöscht, obwohl Feuer ein natürlicher Störungstyp in der Mehrzahl der Wälder ist. Dadurch hat sich die Gefahr für Waldbrände erhöht, da die Wälder mehr brennbares Totholz/Material enthalten.
Die Bevölkerung fühlt sich durch die Feuer bedroht und gestört. Den entstehenden Rauch sieht sie als Grund für globale Erwärmung und Gesundheitsschäden und außerdem behindert er auch den Tourismus. Lediglich wenn die Bevölkerung selbst direkt durch das Feuer bedroht ist, kann sie den Grund für kontrollierte, prophylaktische Brände nachvollziehen.
Jedes Jahr werden rund 23.000 ha Wald ein Opfer des Feuers. In den Jahren 2002/2003 waren es sogar insgesamt 500.000 ha. Die Kosten für die Feuerbekämpfung steigen jedes Jahr. Die jährlichen Ausgaben dafür liegen bei durchschnittlich CAD 53 Mio. (ca. € 35 Mio.), wobei die Ausgaben jedoch im Jahr 2003 auf CAD 372 Mio. (ca. € 248 Mio.) stiegen.

## Geschichte
Im Juli 2008 ersetzte Pat Bell den abgetretenen Minister of Forests and Range Rich Coleman, dessen Sachkenntnis als unzureichend galt, und der sich mit der Zulassung von Rohholzexporten in die USA erstmals die holzverarbeitende Industrie in der Provinz zum Gegner gemacht hatte. Bell, ehemaliger Minister of Agriculture and Lands (seit 2005), zuvor für Bodenschätze zuständig, war auch Mitinhaber eines Holzfällerunternehmens.